# Capewalk
Capewalk war eine fünfköpfige christliche Rockband aus Dettingen an der Erms bestehend aus Josy Albrecht (Gesang), Markus Kern (Schlagzeug), Martin Notz (Keyboard), Daniel Konold (Gitarre) und Daniel Müller (Bass).

## Bandgeschichte
1989 wurde die Band unter dem Namen Golgatha gegründet. Seit 1999 nannten sie sich Capewalk und heimsten mehr und mehr Erfolge ein. Sie traten regelmäßig bei den bedeutendsten deutschen christlichen Rockfestivals – wie z. B. dem Himmelfahrt-Festival, Maiday, Owener Rocknacht, Rock in the Ruins, Balinger Rockfestival, sowie der Christmas Rocknight auf, wodurch sie sich eine immer mehr wachsende Fangemeinde erspielten.
Internationale Auftritte in Holland, Norwegen, Polen, England, Italien, Österreich und der Schweiz folgten.
Im Juni 2005 entschloss sich die Band sich nach der Veröffentlichung des letzten Albums More Audio und einer Abschluss-Tour Ende 2006 aufzulösen. Am 25. November 2006 gab es ein großes Abschiedskonzert in Metzingen mit vielen Gastauftritten (u. a. Snubnose, Crushead, Ararat) und am 27., 28. und 29. Dezember 2006 noch drei letzte Unplugged-Konzerte Welcome to Lunaland – The Unplugged Show.

## Diskografie
- 1993: Just In Time (als Golgatha)
- 1994: On The Line (als Golgatha)
- 1996: Merry Go Round (als Golgatha)
- 1999: Shake (Single)
- 1999: Activated
- 2001: Great!
- 2003: Superstar Unknown
- 2004: Welcome To Lunaland – The Unplugged Show
- 2005: More Audio